# Bettina Russmann
Bettina Russmann (* 1968 in Lübeck) ist eine deutsche Jazzmusikerin (Tenorsaxophon, Flöte, Komposition).

## Leben und Wirken
Russmann begeisterte sich als Kind für die Platten der Beatles. Später entdeckte sie über David Bowie, die Talking Heads, Frank Zappa und Al Jarreau den Jazz. Mit 17 Jahren begann sie Saxophon zu spielen. Sie zog nach der Schulzeit nach Berlin, wo sie in diversen Bands spielte. In den 1990er Jahren absolvierte sie ein Jazz-Studium, zunächst an der Hochschule für Musik „Hanns Eisler“ Berlin, dann am Conservatorium van Amsterdam.
Im Anschluss zog Russmann nach Hamburg, wo sie seitdem als freiberufliche Musikerin tätig ist. 2010 gründete Bettina Russmann ihr Quartett, für das sie auch komponierte und zu dem der Pianist Enno Dugnus, der Schlagzeuger Heinz Lichius und der Kontrabassist Giorgi Kiknadze gehören. 2022 veröffentlichte sie bei Timezone ihr Album Until Broad Daylight, das sie hauptsächlich mit dem um Sänger Ken Norris erweiterten Quartett aufnahm. Weiterhin war sie Mitglied der Downtown Big Band unter Leitung von Bob Lanese.